# Станіслав Вігура
Станіслав Вігура (народився 9 квітня 1903 року у Житомирі або 9 квітня 1901 року у Варшаві, загинув 11 вересня 1932 року в авіакатастрофі поблизу Церліцко Гурне) — польський авіаційний конструктор, інженер та авіатор, співзасновник конструкторської команди РВД, викладач Варшавського політехнічного університету. Разом з пілотом Францішеком Жвіркою переміг у міжнародному авіаційному змаганні Challenge 1932. 

## Життєпис

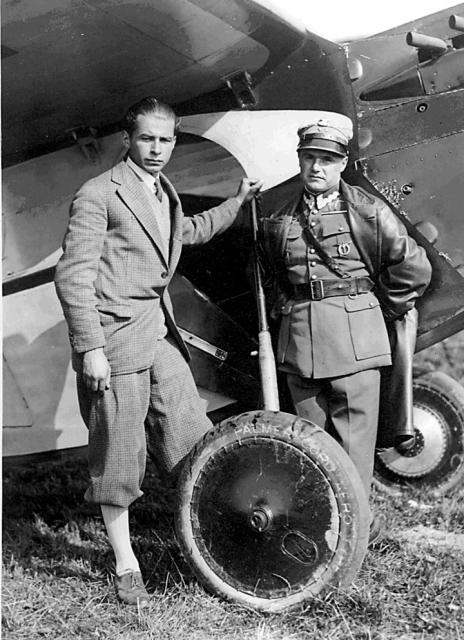
Станіслав Вігура та Францішек Жвірко

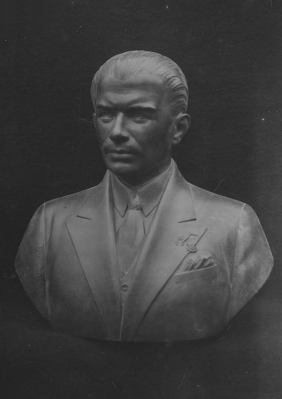
Бюст Станіслава Вігури, виготовлений у 1932 році Міхалом Каміньським

З раннього віку цікавився технікою та авіацією, був активним скаутом (пол. Harcerz) 2-ї Варшавської скаутської команди. Під час польсько-радянської війни служив у 1920 році добровільно у 8-му полку польової артилерії. Після війни повернувся на навчання. Закінчив в 1922 році Гімназію ім.Яна Замойського у Варшаві і розпочав навчання на Факультеті Механіки Варшавської політехніки. Був одним із засновників Гуртка повітряного відділення секції механіки студентів Варшавської політехніки, в якому познайомився, серед інших, із Станіславом Рогальським та Єжи Джевецьким. У грудні 1925 року студенти Секції створили майстерні Авіаційної секції, в яких будували літаки. У 1926 році Вігура та Рогальський розробили свій перший літак WR-1 (названий на честь їхніх ініціалів), побудований у 1927 році.
У 1927 році троє дизайнерів: Рогальський, Вігура та Джевецький почали спільно працювати, творячи конструкторський колектив РВД, названий так від ініціалів засновників. Вігура відповідальним в ньому був в основному за обчислення конструкцій. У 1928 році побудували перший спортивний літак РВД-1, нагороджений за оригінальну конструкцію (зроблено один екземпляр). У 1929 році Вігура закінчив політехніку, отримавши диплом машинобудування. Того ж року здобув диплом спортивного пілота в Академічному аероклубі. Команда РВД почала будувати щораз вдаліші літаки — спортивний РВД-2 з 1929 року був побудований у кількості 4 штук, а його удосконалення РВД-4 з 1930 року — у кількості 9 штук. Ці літаки активно використовувались у польському повітряному спорті на початку тридцятих років, здобуваючи певні успіхи.
В цей час Вігура також почав брати участь в авіаційному спорті. Найбільш важливим чинником стала його дружба із на 6 років старшим пілотом-лейтенантом Францишком Жвіркою, направленим у 1929 році військовою владою на посаду офіцера зв'язку в Академічному аероклубі.
З того часу Вігура найчастіше літав у екіпажі із Жвіркою як механік. У період з 9 серпня по 6 вересня 1929 року на першому екземплярі РВД-2 вони здійснили обхідний політ навколо Європи майже 5000   кілометрів на маршруті Варшава-Франкфурт-Париж-Барселона-Марсель-Мілан-Варшава. 6 жовтня, також на РВД-2, виграли 1-й політ Південно-Західної Польщі. У липні 1930 року Жвірко з Вігурою на літаку РВД-4 взяли участь у міжнародному змаганні туристичних літаків Challenge 1930, але 25 липня після вимушеної посадки в Іспанії їм довелося вийти зі змагань через несправність двигуна.
7 вересня 1930 року Жвірко з Вігурою на РВД-2 знову переміг у 2-му Польоті Південно-Західної Польщі, на рубежі вересня та жовтня на РВД-4 перемогли у 3-му Національному конкурсі авіеток, а на рубежі вересня та жовтня 1931 року на прототипі РВД-5 у 4-му Національному конкурсі туристичних літаків.

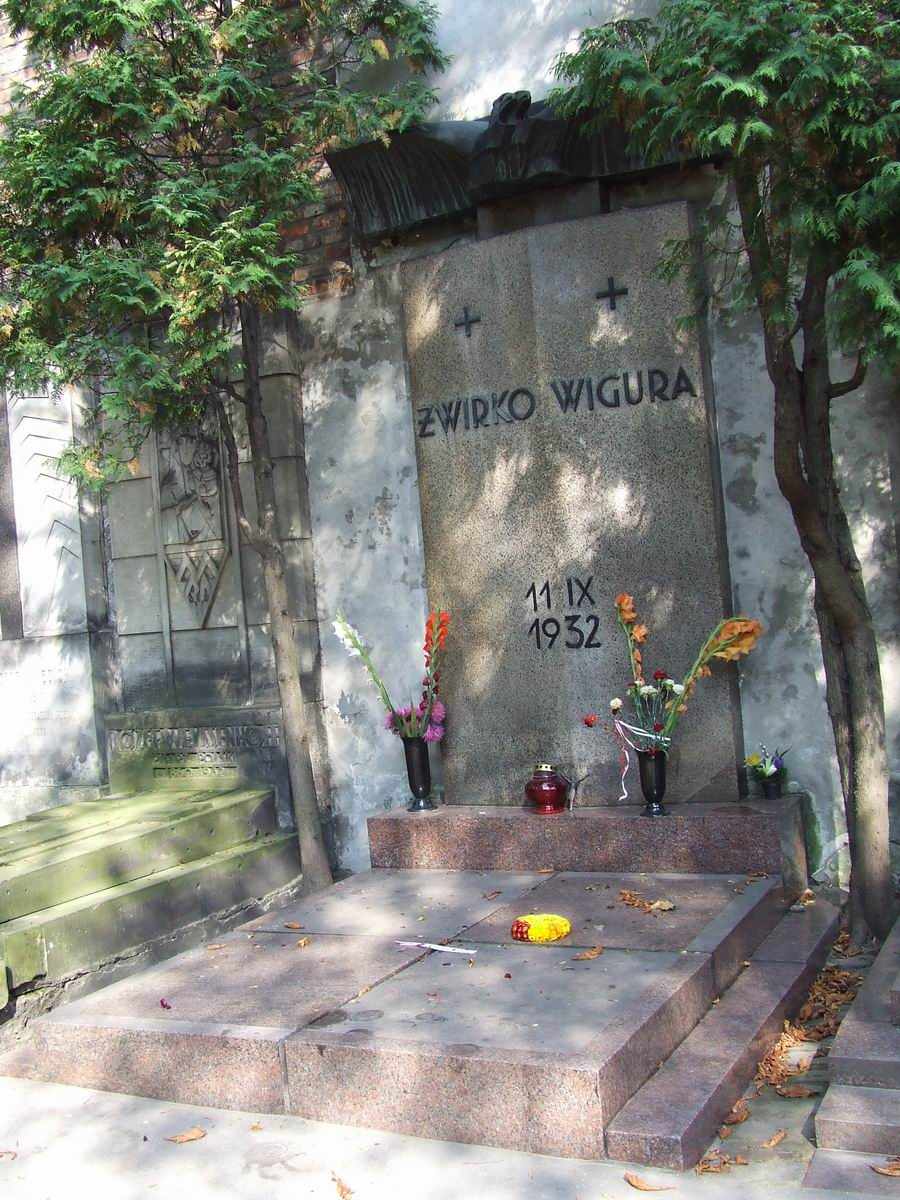
Могила Жвирки і Вігури на Повозьках, Варшава

Також в цей час Вігура та інші конструктори проектували нові літаки: літак зв'язку РВД-3 у 1930 році (один екземпляр), спортивний РВД-7, для  побиття рекордів висоти, у 1931 році (один екземпляр) та спортивний РВД-5 у 1931 році, побудований у кількості 20 штук і прославлений польотом через Атлантику. У 1932 році був створений сучасний спортивний літак РВД-6, призначений для змагань туристичних літаків Challenge 1932 року. Вибраний для участі у змаганнях, Жвірко вибрав Вігуру своїм механіком. У змаганнях, що проходили 20-28 серпня 1932 року, екіпаж Жвірко та Вігура на RWD-6 зайняв перше місце, вигравши у фаворитів змагань — німецьких команд, а також у репрезентантів інших країн та принісши великий успіх польській авіації. Це було спільним досягненням пілота та конструктора. На згадку про цю подію 28 серпня відзначається День польської авіації.

## Аварія
11 вересня 1932 року, летячи на авіаційну зустріч у Прагу, Францішек Жвірко з Станіславом Вігурою загинули в авіакатастрофі у лісі під Церліцкем Гурним біля Цешина в Цешинській Сілезії у Чехословаччині (нині місце відоме як «Жвірковіско»). Причиною аварії стало відірване під час шторму крило літака РВД-6.
Близько 200 000 людей зібралися в дорогу за похоронною процесією на чолі з польовим єпископом Галлом з церкви св.Хреста на Повозковське кладовище. Труни на своїх плечах винесли із церкви колеги героїчних пілотів, розмістивши їх на фюзеляжах літаків
Обидвох було поховано на Повонзківському цвинтарі (Алея Заслужених, ряд 1-ий, місце 12,13), тоді як у Церліцьку знаходиться їхня символічна могила та встановлено пам’ятник (профінансований Моравсько-Сілезьким аероклубом в Остраві).

## Нагороди
- Золотий Хрест Заслуги — за заслуги в галузі розвитку спортивної авіації (30 серпня 1932 року)[7]
- Лицарський хрест ордену Відродження Польщі — посмертно — за заслуги в галузі організації та розвитку техніки в авіації (14 вересня 1932 року)
- Золота Почесна Відзнака 1-го ступеня Ліги протиповітряної та газової оборони — посмертно[8]

## Увіковічнення
- 15 квітня 1933 року Poczta Polska ввела в обіг марку вартістю 0,30 PLN. (каталоговий номер 259) із назвою «Переможці виклику — Ф.Жвірко та С.Вігура»[9].
- Пам'ятна дошка  на будинку сім'ї за адресою вул.Пєнькна, 66 у Варшаві відкрита у 1982 році[10].